# Gábor Bukrán
Gabor Bukran, né le 16 novembre 1975 à Eger, est un footballeur international hongrois. Il joue au poste de milieu de terrain.

## Statistiques
| Saison      | Club                   | Pays       | Ligue | Matchs | Buts |
| ----------- | ---------------------- | ---------- | ----- | ------ | ---- |
| 1992 - 1993 | Budapest Honvéd        | Hongrie    | D1    | *      | *    |
| 1993 - 1997 | Sporting Charleroi     | Belgique   | D1    | 63     | 1    |
| 1997 - 1998 | Córdoba CF             | Espagne    | D2    | *      | *    |
| 1998 - 1999 | Xerez CD               | Espagne    | D2    | 18     | 2    |
| 1999 - 2001 | Walsall FC             | Angleterre | D2    | 73     | 4    |
| 2001 - 2001 | Wigan Athletic         | Angleterre | D2    | 1      | 0    |
| 2001 - 2003 | Austria Salzbourg      | Autriche   | D1    | 14     | 0    |
| 2003 - 2005 | R. Antwerp FC          | Belgique   | D1    | 20     | 1    |
| 2005 - 2006 | Union Royale Namur     | Belgique   | D3    | 5      | 0    |
| 2006 - 2007 | Union Royale Namur     | Belgique   | D3    | 28     | 0    |
| 2007 - 2008 | Union Royale Namur     | Belgique   | D2    | 31     | 4    |
| 2008 - 2009 | Union Royale Namur     | Belgique   | D2    | 29     | 2    |
| 2009 - 2010 | Union Royale Namur     | Belgique   | D3    | 31     | 3    |
| 2010 - 2011 | RJS Heppignies LF      | Belgique   | D3    | 16     | 0    |
| 2011 - 2012 | RES Couvin-Mariembourg | Belgique   | P1    | *      | *    |
| 2012 - 2013 | RES Couvin-Mariembourg | Belgique   | P1    | *      | *    |
| 2013 - 2014 | CS Onhaye              | Belgique   | D4    | *      | *    |
| 2014 - 2015 | CS Onhaye              | Belgique   | D4    | *      | *    |